# George Lamond
George Garcia, mais conhecido por George Lamond (Washington, D.C., 25 de Fevereiro de 1967) é um cantor e compositor de freestyle e salsa. George Lamond é melhor conhecido por seu hit "Bad of the Heart", que alcançou a posição #25 na Billboard Hot 100 em 1990.

## Discografia

### Álbuns de Estúdio
- 1990: Bad of the Heart
- 1992: In My Life
- 1993: Creo en Ti
- 1999: Entrega
- 2001: GL
- 2006: Oye Mi Canto

### Singles
- 1989: "Without You"
- 1990: "Bad of the Heart"
- 1990: "Look into My Eyes"
- 1990: "No Matter What"
- 1991: "Love's Contagious"
- 1992: "Where Does That Leave Love"
- 1992: "Baby, I Believe in You"
- 1993: "I Want You Back"
- 1994: "It's Always You"
- 1999: "Que Te Vas"
- 1999: "Entrega"
- 2000: "Lately"
- 2001: "Jurare Quererte"
- 2001: "Volver Amar"
- 2008: "Don't Stop Believin'"
- 2009: "Something About You"